# إيف راموس
إيف راموس (23 فبراير 1928 - 25 فبراير 2021، في مونتوبان) كان أسقفًا كاثوليكيًا فرنسيًا، وعضوًا في جمعية الإرساليات الأجنبية في باريس والنائب الرسولي الفخري في بنوم بنه في كمبوديا منذ عام 2001.